# Ausschuss der Europäischen Aufsichtsbehörden für das Wertpapierwesen
Der Ausschuss der Europäischen Aufsichtsbehörden für das Wertpapierwesen (Committee of European Securities Regulators, CESR) war ein Stufe-3-Komitee der Europäischen Union (EU) innerhalb des Lamfalussy-Verfahrens. Er wurde gemäß einer Entscheidung der Europäischen Kommission in der Folge des Schlussberichts der Weisen unter dem Vorsitz des Barons Alexandre de Lamfalussy eingerichtet und nahm am 6. Juni 2001 seine Arbeit auf. Es handelte sich dabei um einen unabhängigen Ausschuss der europäischen Wertpapieraufseher mit Sitz in Paris. Mit Beschluss der Europäischen Kommission vom 23. Januar 2009 zur Errichtung eines Europäischen Finanzaufsichtssystems ist CESR mit Wirkung zum 1. Januar 2011 in der Europäischen Wertpapier- und Marktaufsichtsbehörde (European Securities and Markets Authority, ESMA) aufgegangen.

## Aufgabe und Zusammensetzung
Aufgabe des Komitees war es, im Rahmen des Lamfalussy-Verfahrens die Kooperation im Wertpapierwesen zu fördern und regelmäßig Informationen auszutauschen. Das Komitee sollte dazu beitragen, dass die Richtlinien der Europäischen Gemeinschaft einheitlich umgesetzt werden und sich die wertpapieraufsichtlichen Praktiken der Mitgliedstaaten einander annähern. Es sollte die Kooperation verbessern, einschließlich des Austausches von Informationen bezüglich einzelner überwachter Institutionen.
Der CESR setzte sich aus hochrangigen Vertretern der nationalen Wertpapieraufsichtsbehörden der EU zusammen. Vertreter aus Ländern des Europäischen Wirtschaftsraumes außerhalb der EU genossen einen Status als ständige Beobachter.